# Educa Borras
Educa Borras är en pusseltillverkare från Spanien som funnits sedan 1894. 